# Renault Trucks

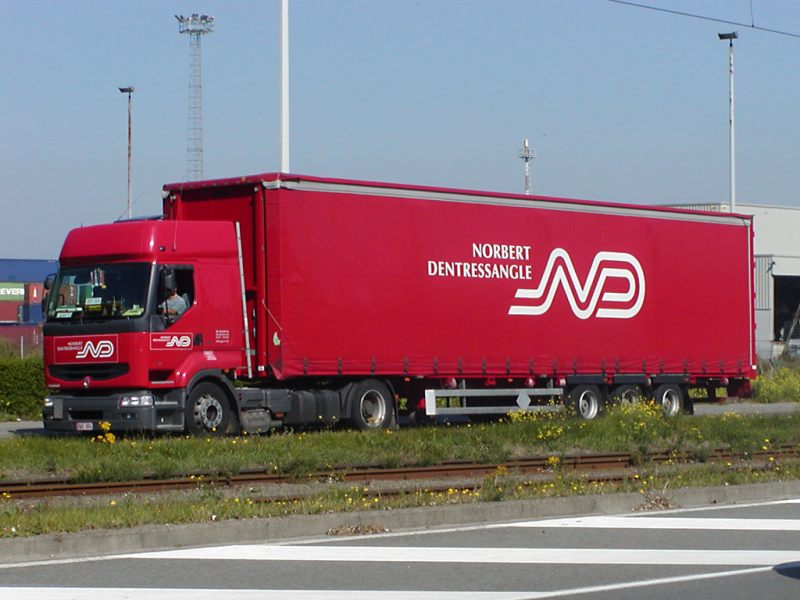
Renault Premium

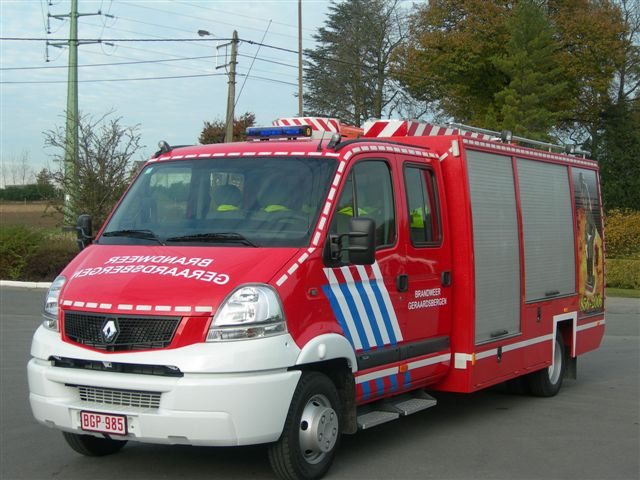
Renault Mascott van de brandweer in Geraardsbergen

Renault Trucks is een Frans bedrijf dat vrachtauto's produceert. Renault Trucks, voorheen Renault VI, maakt deel uit van de Volvo Groep. Het moederbedrijf Renault SA ruilde in 2001 de aandelen van zijn vrachtwagenafdeling in voor een deelname van 20% in Volvo. Renault Trucks werd samen met Mack Trucks ondergebracht in de vrachtwagenafdeling van Volvo. Renault verkocht rond 2012 de laatste aandelen in Volvo om de schulden af te betalen.

## Geschiedenis

### Voorlopers

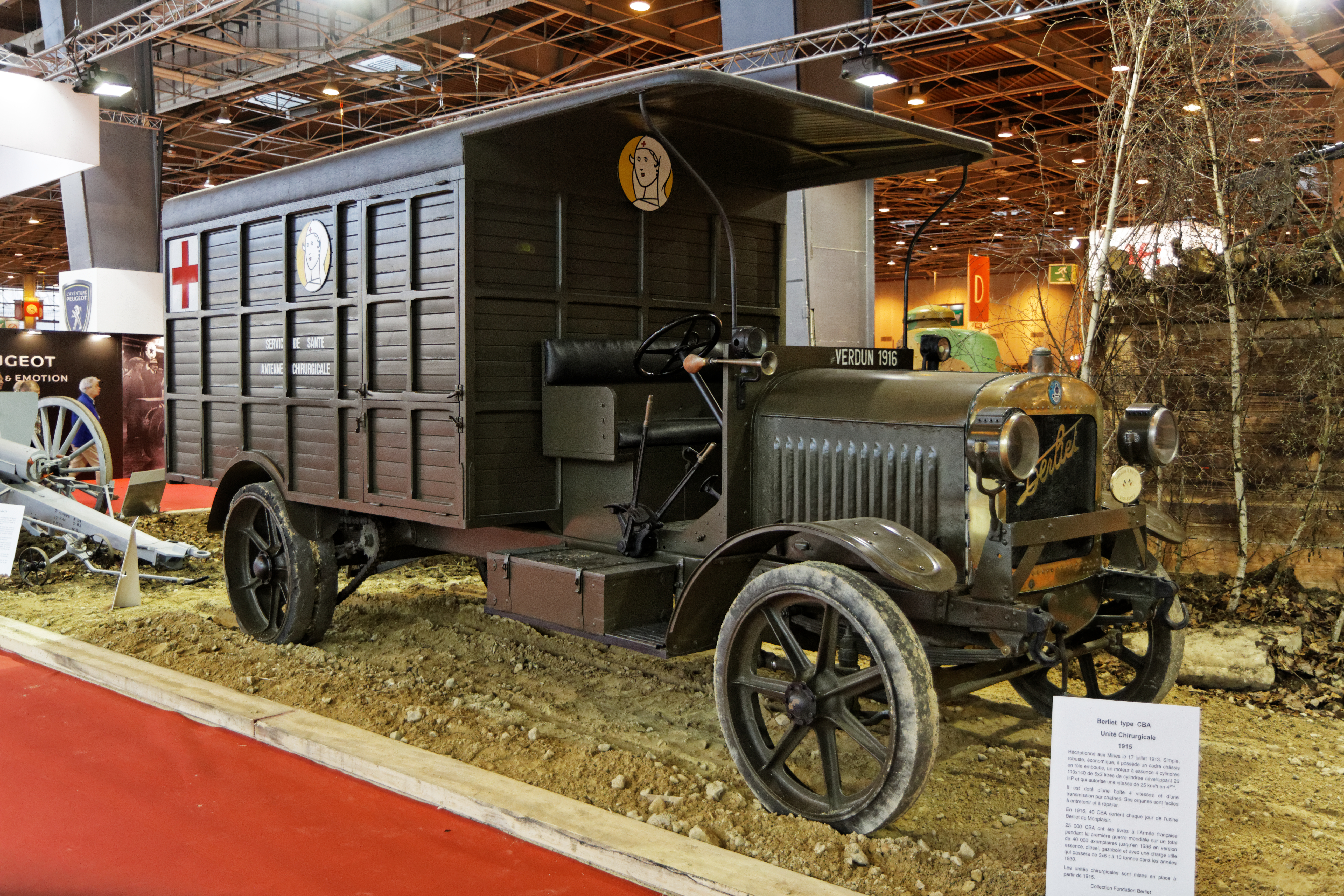
Berliet CBA (1915)

Marius Berliet ontwerpt en bouwt in Lyon in 1894 een monocilindermotor en maakt vervolgens zijn eerste vervoermiddel rijdend op petroleum. Hij bouwt in 1906 zijn eerste vrachtwagen. Louis Renault construeert in 1898 te Billancourt, net buiten Parijs, een versnellingsbak met vier versnellingen en brengt nadien zijn eerste automobiel uit, een autootje met een twee pk motor. Hij produceert de eerste zelftrekkende light truck in 1900 en vindt in 1906 de voorloper van de Parijse stadsbus uit.
Bij Berliet worden dagelijks 40 CBA trucks gefabriceerd die aan de al aanwezige voertuigen aan het front van Verdun worden toegevoegd. Bij Renault zijn het 600 taxi's die zullen bijdragen tot de zege op de Marne en zo Renault vereeuwigen voor het nageslacht. Renault bouwt in 1917 de eerste moderne tank uit de geschiedenis. De eerste vrachtauto met vierwielaandrijving wordt door Latil gebouwd. De gemotoriseerde trein uit 1898 is er een voorbeeld voor.
Louis Renault en Marius Berliet bouwen hun automobielgroep uit. Berliet participeert eveneens in de fabricatie van de Renault FT, een tank besteld door de regering van Frankrijk. Renault is in 1923 de eerste dat de trekker voor wegtransport fabriceert. Datzelfde jaar verschijnen de voertuigen uitgerust met gasgeneratoren op hout en de eerste trekker voorzien van een servorem die inwerkt op de vier wielen. In 1928 wordt de eerste dieselmotor op een vrachtwagen gemonteerd.
Laffly, Rochet Schneider, Camiva en Citroën Poids Lourds gaan tussen 1952 en 1974 een samenwerkingsverband met Berliet aan. Saviem begint in 1955, als divisie van Latil. In 1957 wordt de Berliet T100 gebouwd, de grootste vrachtwagen ter wereld.

### Renault Véhicules Industriels / Renault Trucks
In 1978 fuseren Berliet en Saviem tot Renault Véhicules Industriels (RVI), de enige constructeur van zware vrachtauto's in Frankrijk. Berliet was net van de PSA groep afgescheiden.
Renault Véhicules Industriels groeit door de overname in 1983 van Dodge Europe en krijgt hiermee vier fabrieken in Engeland en een in Spanje erbij. Deze fabrieken waren vanaf 1978 eigendom van het Peugeot, die deze had overgenomen van Chrysler. RVI maakte in 1980 zo'n 54.000 vrachtwagens en Dodge Europe ongeveer 12.000 stuks. In 1979 had RVI al een aandelenbelang genomen van 20% in de Amerikaanse vrachtwagenmaker Mack Trucks en betaalde hiervoor US$ 115 miljoen. De Mack dealers in de Verenigde Staten en Canada gaan vrachtwagens van Berliet en Saviem verkopen en onderhouden. In 1983 werd het belang verhoogd naar 45% en in 1990 volgt een volledige overname, Mack was destijds in financiële problemen geraakt en zonder de Franse overname was de kans groot dat het failliet zou gaan. Renault Véhicules Industriels wordt in 1992 hernoemd tot Renault V.I.

### Samenwerking met en overname door Volvo
In 1990 tekenden Volvo Group en Renault een samenwerkingsverband inclusief een wederzijds aandelenbelang. De twee bedrijven vulden elkaar goed aan omdat ze actief waren in andere geografische markten. Renault nam een aandelenbelang van 25% in de personenwagenactiviteiten en van 45% in de vrachtwagenactiviteiten van Volvo. Volvo Group kocht een belang van 20% in Renault en van 45% in Renault V.I.. In 1993 maken Volvo Group en Renault plannen bekend dat de twee bedrijven gaan fuseren en verder zullen gaan onder de nieuwe naam RenaultVolvo RVA. Renault zou met 65% van de aandelen de grootste aandeelhouder worden. In december 1993 viel dit plan in duigen.
Op 18 juli 2001 maken de bedrijven bekend dat Renault V.I., inclusief Mack Trucks, volledig in handen komt van Volvo AB en in ruil krijgt Renault hiervoor een aandelenbelang van 20% in Volvo AB. Volvo AB was destijds ruim tweemaal zo groot dan Renault VI gemeten naar de omzet in 1999. De naam wordt in 2002 in Renault Trucks veranderd. De busafdeling werd ondergebracht bij het Frans/Italiaanse Irisbus. Renault verkocht in oktober 2010 ongeveer twee derde deel van zijn aandelenbelang in Volvo en het belang daalde naar 6,8%. Op 13 december 2012 maakte Renault bekend de resterende aandelen in Volvo te verkopen. De verkoop leverde zo'n € 1,5 miljard op en is gebruikt om de schuldenlast van Renault te verkleinen.

## Verkoopcijfers
De verkoopcijfers van Renault vrachtwagens in aantallen voertuigen. De thuismarkt blijft belangrijk, ongeveer de helft van de verkopen vinden plaats in Frankrijk.

## Historische voertuigen

### Berliet
- Berliet T100

### Saviem
- Saviem TP3

### Renault Véhicules Industriels
- Renault M
- Renault G
- Renault J
- Renault B
- Renault Midliner
- Renault Messenger
- Renault AE

## Renault Trucks euro5
euro5 is een norm van de Europese emissiestandaard.

#### bezorging
- Renault Master
- Renault Maxity
- Renault Mascott

#### distributie
- Renault Midlum
- Renault Premium

#### vrachtauto's
- Renault Kerax
- Renault Premium Lander

#### internationaal vervoer
- Renault Premium Route
- Renault Magnum

## Renault Trucks euro6

#### distributie
- Renault Trucks D|Renault Trucks D WIDE 18→26T
- Renault Trucks D 10→18T
- Renault Trucks D 3,5→7,5T

#### internationaal vervoer
- Renault Trucks T 380→520PK
- Renault Trucks T High 440→520PK

#### vrachtauto's
- Renault Trucks C 250→520PK
- Renault Trucks C 380→520PK

#### zware vrachtauto's
- Renault Trucks K 380→520PK